# Aleksandr Sergeevič Orlov
Aleksandr Sergeevič Orlov (in russo Александр Сергеевич Орлов?; 1º dicembre 1938 – 8 marzo 2024) è stato uno storico sovietico e russo.

## Biografia
Laureato in storia nel 1965 presso l'Università di Mosca, iniziò a lavorarvi nel 1968. Nel 1971 conseguì il dottorato con una tesi sui moti sociali negli Urali negli anni cinquanta e sessanta del XVIII secolo. Dal 1995 fu direttore del Museo di storia dell'Università.
Autore di un gran numero testi scolastici, vinse il Premio Lomonosov per l'attività pedagogica nel 1997; ricevette l'Ordine del principe Moskovskij nel 2004 e il titolo di Operatore benemerito dell'istruzione superiore nel 2005.
Fece parte di numerosi consigli e comitati scientifici universitari, oltre che della commissione ministeriale per l'elaborazione del programma di storia nella scuola media.